# Sweeney and the Million
Sweeney and the Million è un cortometraggio muto del 1913 diretto da Charles H. France.

## Produzione
Il film fu prodotto dalla Selig Polyscope Company.

## Distribuzione
Distribuito dalla General Film Company, il film - un cortometraggio di una bobina - uscì nelle sale cinematografiche statunitensi il 4 febbraio 1913. Il 1º maggio dello stesso anno venne distribuito nel Regno Unito.